# Бейкон (округ, Джорджія)
Шаблон:StateAbbr_ 31°34′ пн. ш. 82°27′ зх. д. / 31.56° пн. ш. 82.45° зх. д.
Округ  Бейкон (англ. Bacon County) — округ (графство) у штаті  Джорджія, США. Ідентифікатор округу 13005.

## Історія
Округ утворений 1917 року.

## Демографія
За даними перепису 
2000 року 
загальне населення округу становило 10103 осіб, зокрема міського населення було 2929, а сільського — 7174.
Серед мешканців округу чоловіків було 4952, а жінок — 5151. В окрузі було 3833 домогосподарства, 2815 родин, які мешкали в 4464 будинках.
Середній розмір родини становив 3,03.
Віковий розподіл населення поданий у таблиці:
| Стать    | До 15 років | 15-21 | 22-29 | 30-39 | 40-49 | 50-65 | 65-85 | Понад 85 |
| -------- | ----------- | ----- | ----- | ----- | ----- | ----- | ----- | -------- |
| Чоловіки | 1147        | 540   | 551   | 730   | 712   | 764   | 479   | 29       |
| Жінки    | 1031        | 530   | 548   | 714   | 717   | 826   | 698   | 87       |

## Суміжні округи
- Апплінг — північний схід
- Пієрс — схід
- Вер — південь
- Коффі — захід
- Джефф-Девіс — північний захід

## Виноски
1. ↑  U.S. Decennial Census. United States Census Bureau. Архів оригіналу за 26 квітня 2015. Процитовано 17 червня 2014.
2. ↑  Historical Census Browser. University of Virginia Library. Архів оригіналу за 11 серпня 2012. Процитовано 17 червня 2014.
3. ↑  Population of Counties by Decennial Census: 1900 to 1990. United States Census Bureau. Архів оригіналу за 2 лютого 2019. Процитовано 17 червня 2014.
4. ↑  Census 2000 PHC-T-4. Ranking Tables for Counties: 1990 and 2000 (PDF). United States Census Bureau. Архів оригіналу (PDF) за 18 грудня 2014. Процитовано 17 червня 2014.
5. ↑  State & County QuickFacts. United States Census Bureau. Архів оригіналу за 6 лютого 2016. Процитовано 17 червня 2014. [Архівовано 2012-07-14 у Archive.is](англ.) Наведено за англійською вікіпедією.
6. ↑  American FactFinder. Бюро перепису населення США. Архів оригіналу за 26 лютого 2012. Процитовано 31 січня 2008. [Архівовано 2008-05-21 у Wayback Machine.]

| США | Це незавершена стаття з географії США. Ви можете допомогти проєкту, виправивши або дописавши її. |